# Giovinco-Piedmont-Gletscher
Der Giovinco-Piedmont-Gletscher ist ein 16 km breiter Vorlandgletscher an der Dufek-Küste der antarktischen Ross Dependency. Er fließt in sanfter Neigung zwischen dem Canyon-Gletscher und dem Perez-Gletscher in nördlicher Richtung zum Ross-Schelfeis ab. 
Das Advisory Committee on Antarctic Names benannte ihn 1966 nach Frank A. Giovinco (1915–1972), Kapitän der USNS Private John R. Towle bei der Operation Deep Freeze im Jahr 1965.